# Pizza Margherita
Ne doit pas être confondu avec Margarita (cocktail).
Pour les articles homonymes, voir Pizza (homonymie) et Margherita.
La pizza Margherita est une recette de pizza, spécialité culinaire traditionnelle des cuisine napolitaine et cuisine italienne, originaire de la ville de Naples en Italie. Très populaire dans le monde, cette pizza napolitaine aux couleurs de l'Italie est garnie de sauce tomate, mozzarella, et basilic frais. 

## Label et inscription
La pizza napolitaine est labélisée spécialité traditionnelle garantie (STG) par l’Union européenne (UE) depuis 2010, et l’« art du pizzaïolo napolitain » est inscrit au patrimoine culturel immatériel de l’humanité de l’UNESCO depuis 2017.

## Histoire
La création de cette pizza est historiquement attribuée au chef-pizzaïolo napolitain Raffaele Esposito, lors de la visite au palais royal de Naples, en juin 1889, du roi Humbert Ier d'Italie et de son épouse la reine Marguerite de Savoie, qui désire déguster les  spécialités de pizzas locales. Raffaele Esposito lui aurait alors préparé trois pizzas (pizza blanche, au fromage, pizza marinara, à la tomate, et pizza Margherita, à la tomate, fromage et basilic). Particulièrement appréciée par la reine Marguerite (Margherita di Savoia) et nommée « Margherita » d'après elle, la troisième version de cette pizza napolitaine aux couleurs de l'Italie est devenue depuis une des spécialités des cuisine napolitaine et cuisine italienne et un des symboles de l'unification italienne et de l'Italie,, dont les couleurs et ingrédients sont repris plus tard avec la salade caprese.
Des sources antérieurs indiquent que cette recette de pizza à la tomate, mozzarella et basilic existait déjà en 1796-1810, avant d'être reprise et rebaptisée par Raffaele Esposito. Elle aurait été décrite dans l'ouvrage culinaire de 1830 Napoli, contorni e dintorni (Naples, ses alentours et environs, en italien) de Riccio. L'historien napolitain Francesco de Bourcard rapporte en 1866, qu'une pizza Margherita existait déjà en 1849, qui selon lui, devait son nom à l’aspect de la mozzarella fondue, qui évoquerait des pétales. 

## Variantes
Cette pizza napolitaine est une variante des pizza marinara (à la tomate et origan), pizza Rossini (en) (avec œuf dur et mayonnaise), pizza quatre fromages (avec tomate et quatre fromages), pizza reine (avec jambon et champignons), pizza capricciosa (avec des artichauts marinés à l'huile d'olive), ou encore pizza diavola (avec salami épicé et piment)... 

## Anecdotes
- Il existe une variante de pizza romaine (ou de pizza à la coupe), dont la pâte est plus fine et légère[11].
- 80 pizzaïolos du monde entier établissent un record du monde du Livre Guinness des records de pizza Margherita la plus longue du monde, de 1 mille (1 595 m) lors de l'Exposition universelle de 2015 de Milan en Italie[12],[13].